# Hans Hubertus Bühmann
Hans-Hubertus Bühmann (Bremervörde, 6 maart 1921 – 31 januari 2014) was een Duitse boswachter en Nedersaksische regionaal politicus. Hij was lid van de CDU, de Christlich Demokratische Union Deutschlands.

## Leven
Hans-Hubertus Bühmann diende na de middelbare school van 1939 tot 1945 bij de Deutsche KriegsMarine als luitenant.
Na de oorlog begon hij een opleiding in de land- en bosbouw. Daarnaast volgde hij ook enkele semesters bedrijfskunde. Hij werd zelfstandig boswachter en was actief in een bos in Schelploh in Dalle, een deelgemeente van Eschede. Later werd hij de eigenaar van een bosbedrijf in Weyhausen, eveneens een deelgemeente van Eschede in de Duitse deelstaat Nedersaksen.

## Politieke carrière
In 1947 werd Bühmann lid van de CDU. Ook was hij bestuurslid van het ziekenfonds van Celle en van de vereniging voor bosbouw in Eschede. In de Kamer van Landbouw te Hannover was hij voorzitter van de looncommissie voor bosarbeiders in de particuliere bossen. Naast lid van de Kamer van Landbouw, was hij ook vrijwillig actief als arbeidsrechter. Hij was bestuurslid en vicevoorzitter van het heemraadschap van Lachte. Ten slotte was hij ook voorzitter van de vereniging voor bosbouw in Noord-West-Duitsland.
Sinds 1952 was Hans-Hubertus Bühmann raadslid in Dalle en vanaf 1955 werd hij burgemeester van diezelfde gemeente, en deelburgemeester van de fusiegemeente Eschede, waartoe Dalle behoorde. In 1956 werd hij voor het eerst tot lid van de Raad van Celle verkozen. Vanaf 1966 was hij raadslid van het district Celle. Bühmann was teven van mei 1963 tot juni 1974 lid van de Nedersaksische bestuursraad. In het parlement was hij van augustus 1970 tot juni 1974 voorzitter van de Commissie voor handelsreglementen.
- Gemeinsame Normdatei: 1034662538
- International Standard Name Identifier: 0000 0004 0972 0020
- Virtual International Authority File: 303624431
- WorldCat: E39PBJrChKVw7g6KwtyYhQRYfq